# Fraischstein

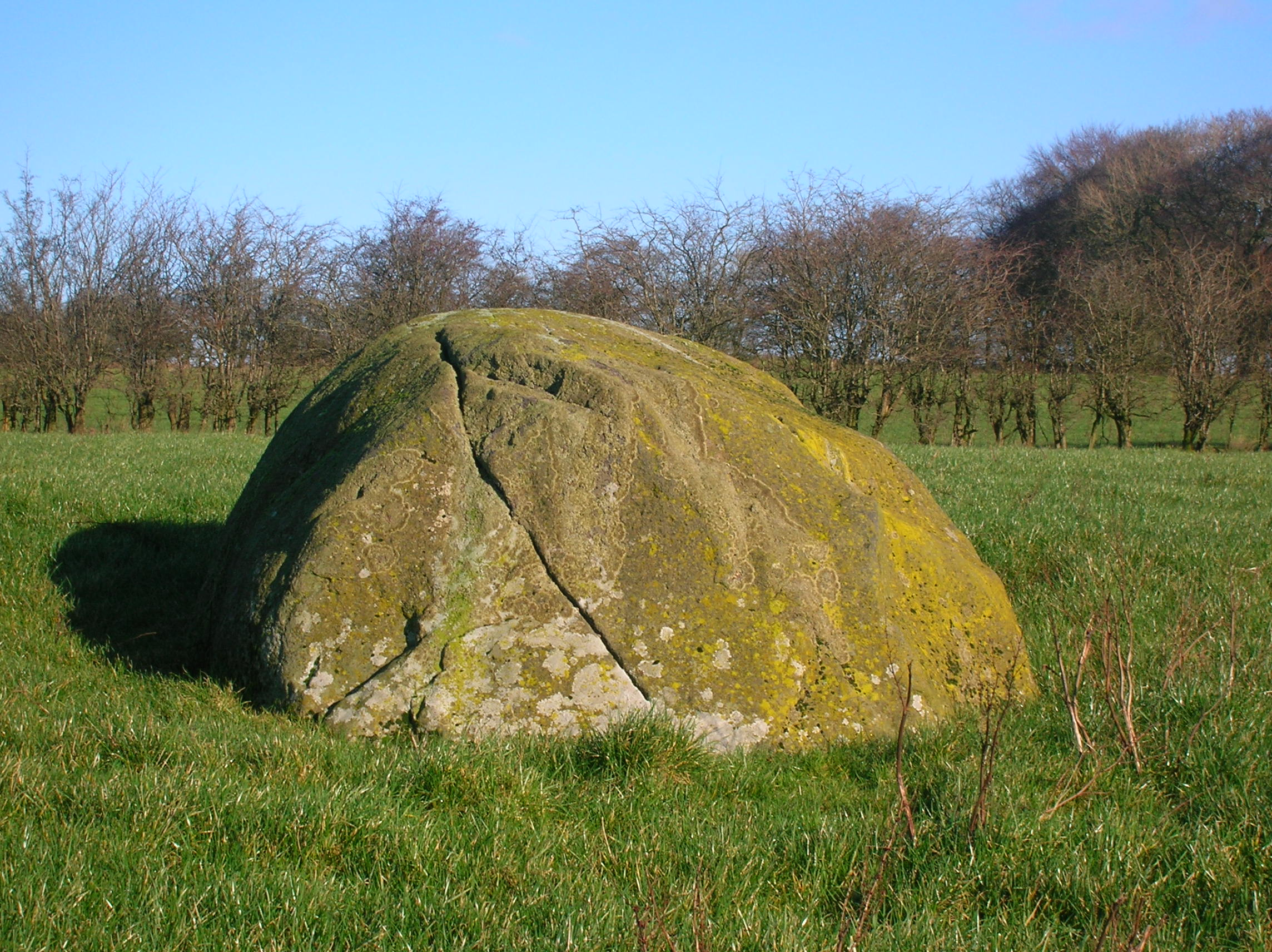
Ein Fraischstein in Schottland

Ein Fraischstein ist ein aus dem Mittelalter stammender Grenzstein, der die Zuständigkeit der jeweiligen Blutgerichtsbarkeit sichtbar machte. Der Rechtsbegriff Fraiß stammt vom Begriff Fraiß im Sinne von Schrecken, Furcht, Schmerzen, Gefahr. Die Grenze zwischen den Gebieten verschiedener hoher Gerichtsbarkeiten wurde Fraißgrenze genannt. An dieser Grenze endete beziehungsweise begann die Blutgerichtsbarkeit eines anderen (Hohen) Gerichts. Fraischsteine werden als Flurdenkmal eingestuft.

## Verbreitung
Die besonders in Bayern häufig vorkommenden Steine sind relativ groß und haben die grobe Form eines Frosches, weshalb sie früher auch als Frosch bezeichnet wurden.
Ein sogenannter Frosch steht in der oberfränkischen Stadt Schwarzenbach an der Saale. Er hat ein geschätztes Gewicht von 170 Tonnen, ist ca. 10 Meter lang, 5 Meter breit und 2 Meter hoch. Frosch- und Mausfelsen sind eingetragene Geotope. Der Heimatforscher Karl Bedal stellte eine sehr umstrittene Theorie auf, nach der verschiedene meist sehr alte Objekte in der Landschaft durch Linien verbunden werden können und in einem bestimmten Abstand zueinander stehen. So verband er auch den Froschfelsen mit dem Rondell am Kaiserhammer. Diese Theorie wird als spekulativ und mystifizierend kritisiert, zumal kein zwingender innerer Zusammenhang, auch nicht zeitlich, zwischen den Objekten besteht.